# Noodrantsoen

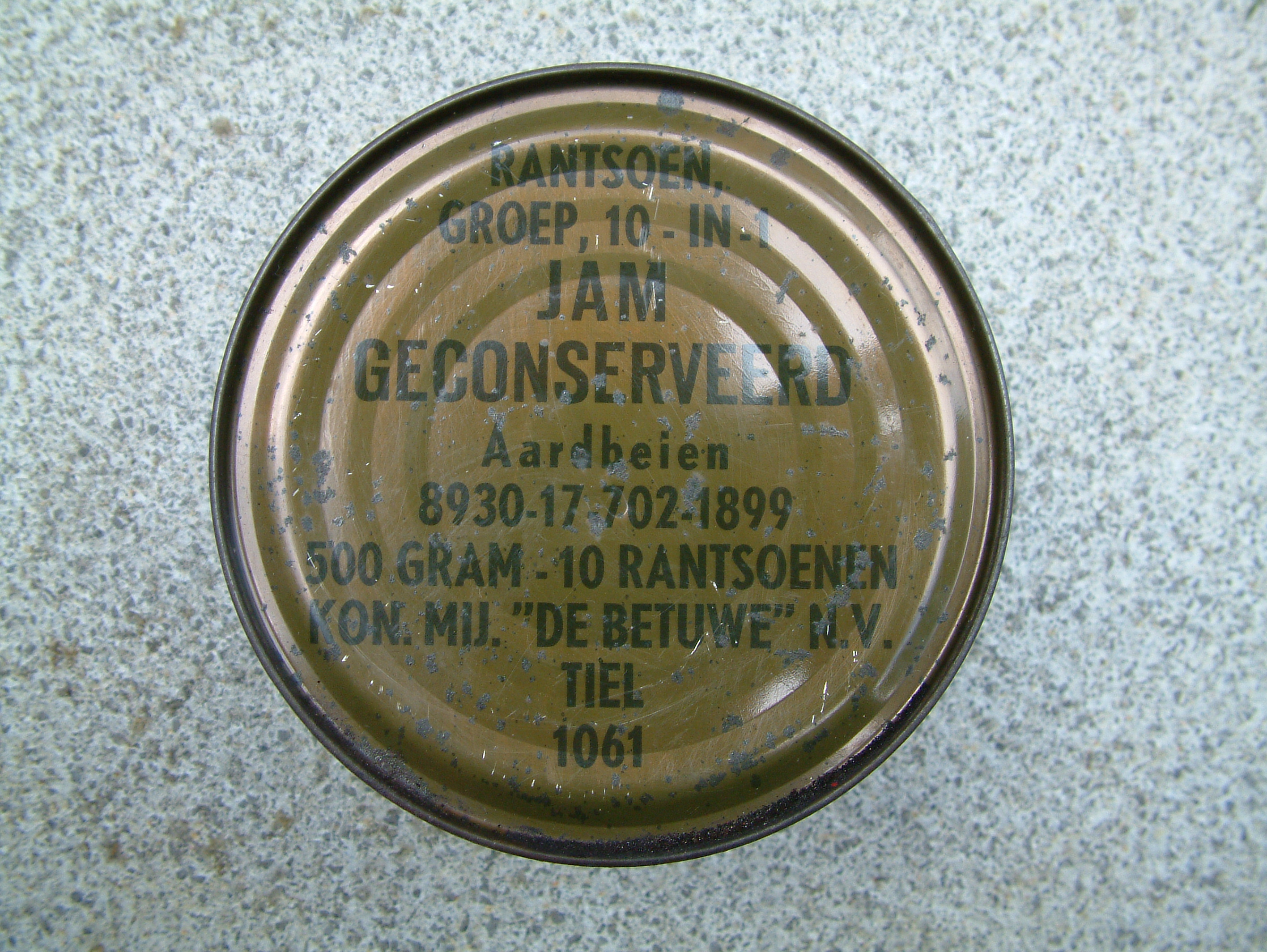
Een noodrantsoen van het Nederlandse leger

Een noodrantsoen is een voedselvoorraad die mensen meenemen voor het geval zich een noodsituatie voordoet. Het voedsel is meestal in poedervorm, gerookt of gezouten.
Noodrantsoenen worden ook vaak meegenomen tijdens het wandelen in heuvels of bij het beklimmen van bergen, vanwege het risico ergens te stranden door een ongeluk. Voedsel in zo'n rantsoen is vaak bedoeld voor meerdere dagen. 
Veel mensen in risicogebieden kopen voedsel dat lang houdbaar is, als noodrantsoen voor het geval er zich een natuurramp of een andere calamiteit voordoet. Noodrantsoenen stellen mensen in staat om te overleven tot er hulp komt. Vaak zijn deze noodrantsoenen een onderdeel van een noodpakket.
Noodrantsoenen kunnen kant-en-klaar worden gekocht, maar kunnen ook zelf worden aangelegd. Zelf een noodrantsoen aanleggen kan met lang houdbare producten die verkrijgbaar zijn in de supermarkt. Dit kunnen onder andere zijn: conserven, gedroogde pasta, rijst, noten, gedroogd fruit, lang houdbare melk, en drinkwater in flessen.